# Tarkan
 (juin 2024).
Si vous disposez d'ouvrages ou d'articles de référence ou si vous connaissez des sites web de qualité traitant du thème abordé ici, merci de compléter l'article en donnant les références utiles à sa vérifiabilité et en les liant à la section « Notes et références ».
Tarkan, de son nom complet Tarkan Tevetoğlu, est un chanteur turc né le 17 octobre 1972 à Alzey, en Allemagne de l'Ouest. Il est l'un des chanteurs les plus connus en Turquie où d'ailleurs la presse people turque l'a surnommé la « Megastar ». À l'étranger, il est surnommé « Le Prince du Bosphore ». Ses albums se vendent à des millions d'exemplaires (près de 29 millions jusqu'à aujourd'hui). Tarkan a fait une énorme tournée mondiale, avec l'album Karma (en), en passant par 19 pays, notamment le Japon, le Mexique, l'Allemagne, les États-Unis, France, etc.
Il s'est fait connaître en Europe et aux États-Unis surtout par son titre Şımarık (la chanson du baiser).

## Vie privée
Tarkan passe son enfance en Allemagne, son père faisant partie des travailleurs immigrés turcs venus en Allemagne après la Seconde Guerre mondiale. Son père décide de retourner en Turquie en 1986, Tarkan a alors 14 ans.
Tarkan commence à étudier la musique à Karamürsel dans le nord-ouest de la Turquie. Il déménage ensuite pour Istanbul afin d'y préparer les examens d'entrée à l'université. Il connaît des difficultés à Istanbul et se prépare à retourner en Allemagne. Mais il rencontre Mehmet Sögütoğlu, le président du label Istanbul Plak, filiale de la Hitt Music. Il y signe son premier album Yine Sensiz (Encore sans toi) vendu à 700 000 exemplaires. Son second album A-Acayipsin (Oh, tu es incroyable), quant à lui, se vend à 2 millions d'exemplaires rien qu'en Turquie, et 700 000 exemplaires en Europe (principalement en Allemagne).
Tarkan entre dans le star system. En 1994, il déménage à New York pour échapper aux hordes de jeunes groupies turques et y finir ses études universitaires. Il fait la rencontre de Ahmet Ertegün, le fondateur turc d'Atlantic Records.
En 1997, il sort le titre-phare Şımarık de son album Ölürüm Sana (Je mourrais pour toi), le fruit d'un travail de 3 années. Sezen Aksu et Ozan Çolakoglu lui écrivent la plupart de ses titres. Ölürüm Sana s'est vendu à 3,5 millions d'exemplaires, arrivant en tête de plusieurs charts européens en 1999 (no 1 en Allemagne et Belgique no 3 en France et en Suisse). Il reçoit un World Music Award à Monaco la même année. Tarkan connaît le même succès avec Sikidim (onomatopée turque signifiant le bruit produit par le claquement des doigts, en langage courant cela peut représenter aussi une danse sensuelle) et Bu Gece (Cette nuit).
À la fin des années 1990, Tarkan doit affronter la polémique autour de son service militaire qu'il avait ajourné lors de son séjour aux États-Unis. Les médias à scandale se sont interrogés sur sa désertion et la possibilité qu'il soit déchu de sa nationalité turque. Mais en 1999, après le tremblement de terre d’Izmit le 17 août, une loi sur le service militaire est passée autorisant ceux qui s'acquitteraient d'une somme de 16 000 $ pour aide aux victimes à faire un service de 28 jours. Tarkan profitant de cette loi effectua son service de 28 jours en 2000.
En Turquie, il sort deux albums Karma en 2001 et Dudu (Femme) en 2003 en langue turque qui connurent un immense succès en se vendant chacun à des millions d'exemplaires.
Il est modèle pour Pepsi en Turquie et en Australie. Il a composé et interprété l'hymne de l'équipe de football turque pour la coupe du monde 2002, Bir Oluruz Yolunda (Unis pour vous).
Il a lancé un parfum en 2004 (Tarkan).
Son album en anglais, Come Closer, est sorti en Europe en avril 2006. Finalement, face au demi-succès du précédent, il revient à la langue turque avec Metamorfoz en 2008, un album doublé d'un CD de remixes.
Il fait son retour en mai 2010 avec Sevdanın son vurusu (Le dernier tir de l'amour) qui rencontre un grand succès dès le premier jour de la sortie du CD.
Six ans plus tard, le 11 mars 2016, son nouvel album, Ahde Vefa sort.
Le 30 avril 2016 il épouse Pinar Dilek avec qui il a une fille, Leiya, née en 2018 à Moers en Allemagne.

## Discographie

### Albums
- 1992 : Yine Sensiz
- 1994 : A-Acayipsin
- 1997 : Ölürüm Sana
- 1998 : Tarkan
- 2001 : Karma (en)
- 2003 : Dudu
- 2006 : Come closer
- 2007 : Metamorfoz
- 2008 : Metamorfoz Remixes
- 2010 : Adımı Kalbine Yaz (en)
- 2016 : Ahde Vefa
- 2017 : 10
- 2024 : 2024 - Kuantum 51

### Singles
- 1999 : Şıkıdım ( Hepsi Senin Mi? )
- 1999 : Şımarık
- 1999 : Bu Gece ( Kır Zincirlerini )
- 2001 : Kuzu Kuzu
- 2002 : Hüp Remix 8 ( +1 Video )
- 2002 : Bir Oluruz Yolunda
- 2006 : Bounce
- 2006 : Start The Fire
- 2007 : Vay Anam Vay
- 2008 : Arada Bir
- 2008 : Pare Pare
- 2008 : Dilli Düdük
- 2008 : Uyan (avec Orhan Gencebay)
- 2011 : Öp
- 2011 : Acimayacak
- 2011 : Kayip
- 2011 : Adimi Kalbine Yaz Ozinga Klup Mix
- 2011 : Kara Toprak
- 2013 : Firuze
- 2014 : Hop De (feat Iskender Paydas)
- 2016 : Cuppa
- 2017 : Yolla

### Promo Singles
- 2001 : Özgürlük İçimizde (Turkcell GSM Ad Campaign)
- 2005 : Ayrılık Zor (Avea GSM Ad Campaign)
- 2008 : Uyan (Maxi Single) (Magazine Doğa)

### Club Singles
- 1999 : Şımarık 5 Track's
- 1999 : Şımarık Sinan Mixes
- 1999 : Şımarık Need Devine Mixes
- 1999 : Bu Gece (Kır Zincirlerini) Tomcraft Mixes
- 2006 : Bounce Armand Van Helden Mixes
- 2006 : Bounce Reggaeton Mixes
- 2006 : Start The Fire Bugati Mixes
- 2006 : Start The Fire Mousse T Abi Mixes

### Tracks
- 1996 : Kara Gözler
- 1996 : Yeni Yıl
- 2004 : Dudu Neomaster Mix

### Collaborations et titres hors-albums
- 1998 : Metin Arolat - "Yine Bir Başıma" - Yine Bir Başıma (Back Vocal)
- 2003 : Pınar Sağ - "Türkü Söylemek Lâzım" - Hoyda Yarim
- 2004 : Nazan Öncel - "Yan Yan'a Fotoğraf Çektirelim" - Nereye Böyle
- 2006 : Kibariye - "Gülümse Kaderine" - Gülümse Kaderine
- 2007 : Sibel Can - "Akşam Sefası" - Çakmak Çakmak
- 2008 : Fahir Atakoğlu – "İz" - Alaturka
- 2009 : Sibel Can - "Benim Adım Aşk" - Çantada Keklik
- 2009 : Hüseyin Karadayı - "Fresh" - Kuzu Kuzu (Instrumental Remix)
- 2009 : Emir - "Ben Sen Olamam" - Ben Sen Olamam (Back Vocal)
- 2010 : Kibariye - "4 Mevsim" - Arada Bir
- 2010 : Ozan Doğulu - "130 Bpm" - Unutmamalı Remix
- 2010 : Ozan Doğulu - "130 Bpm" - Pare Pare Remix
- 2010 : Enbe Orkestrası - "Kalbim" - Herşeye Rağmen
- 2010 : Ümit Sayın - "Söz-Müzik Ümit Sayın" - Gitme
- 2011 : Bülent Ersoy - "Aşktan Sabıkalı" - Bir Ben Bir Allah Biliyor
- 2012 : Ozan Çolakoğlu - "O1" - Aşk Gitti Bizden
- 2012 : Ozan Çolakoğlu - "O1" - Hadi Bakalım
- 2012 : Orhan Gencebay - "İle Bir Ömür" - Hatasız Kul Olmaz
- 2013 : Aysel Gürel - "Ayselim" - Firuze
- 2013 : Emel Sayin - "Hep Bana" - Hep Bana

### Remix
- 2004 : Uzun İnce Bir Yoldayım (Video Mix) (Dudu - Version Russe Bonus Track Edition)